# Filip Krăstev
Filip Javorov Krăstev (in bulgaro Филип Яворов Кръстев?; Sofia, 15 ottobre 2001) è un calciatore bulgaro, centrocampista del PEC Zwolle, in prestito dal Lommel, e della nazionale bulgara.

## Caratteristiche tecniche
È un centrocampista centrale che può ricoprire il ruolo di trequartista. È dotato di una buona tecnica, inoltre possiede una buona agilità e visione di gioco.

## Carriera

### Club

#### Slavia Sofia
Cresce nel settore giovanile dello Slavia Sofia, club dove fin da quando era bambino ha militato. Il 29 luglio 2018 fa il suo esordio in prima squadra e di conseguenza nella massima divisione bulgara, contro la Lokomotiv Plovdiv. Dalla stagione successiva ottiene sempre più spazio, in questo periodo incomincia a dimostrare le sue qualità. Segna la sua prima rete con la maglia dello Slavia Sofia il 24 aprile del 2020. Conclude la sua esperienza nel club dove è cresciuto con ben 49 presenze e 4 goal realizzati.

#### Lommel SK
Il 1º luglio 2020 viene acquistato dal Lommel, club belga "satellite" del Manchester City. Qui Filip non riesce a trovare spazio.

#### Troyes
Il 28 gennaio 2021 passa in prestito biennale al Troyes, club francese militante nella Ligue 2. Fa il suo esordio con il suo nuovo club il 13 marzo 2021. A fine stagione ottiene con il Troyes la promozione in Ligue 1.

### Nazionale
Il 6 settembre 2020 ha esordito con la nazionale bulgara giocando l'incontro perso 1-0 contro il Galles, valido per la UEFA Nations League 2020-2021.

## Statistiche

### Presenze e reti nei club
Statistiche aggiornate al 24 gennaio 2022.
| Stagione            | Squadra             | Campionato          | Campionato | Campionato | Coppe nazionali | Coppe nazionali | Coppe nazionali | Coppe continentali | Coppe continentali | Coppe continentali | Altre coppe | Altre coppe | Altre coppe | Totale | Totale |
| Stagione            | Squadra             | Comp                | Pres       | Reti       | Comp            | Pres            | Reti            | Comp               | Pres               | Reti               | Comp        | Pres        | Reti        | Pres   | Reti   |
| ------------------- | ------------------- | ------------------- | ---------- | ---------- | --------------- | --------------- | --------------- | ------------------ | ------------------ | ------------------ | ----------- | ----------- | ----------- | ------ | ------ |
| mag. 2018           | Slavia Sofia        | 1L                  | 1          | 0          | CB              | -               | -               |                    | -                  | -                  |             | -           | -           | 1      | 0      |
| 2018-2019           | Slavia Sofia        | 1L                  | 13         | 0          | CB              | 1               | 0               | UEL                | 2                  | 0                  | SB          | 1           | 0           | 17     | 0      |
| 2019-2020           | Slavia Sofia        | 1L                  | 16         | 3          | CB              | 0               | 0               |                    | -                  | -                  |             | -           | -           | 16     | 3      |
| 2020-gen. 2021      | Slavia Sofia        | 1L                  | 14         | 1          | CB              | 0               | 0               | UEL                | 1                  | 0                  |             | -           | -           | 15     | 1      |
| Totale Slavia Sofia | Totale Slavia Sofia | Totale Slavia Sofia | 44         | 4          |                 | 1               | 0               |                    | 3                  | 0                  |             | 1           | 0           | 49     | 4      |
| gen.-giu. 2021      | Troyes              | L2                  | 2          | 0          | CF              | -               | -               |                    | -                  | -                  |             | -           | -           | 2      | 0      |
| 2021-gen. 2022      | Cambuur             | ED                  | 3          | 0          | CO              | 2               | 1               |                    | -                  | -                  |             | -           | -           | 5      | 1      |
| Totale carriera     | Totale carriera     | Totale carriera     | 49         | 4          |                 | 3               | 1               |                    | 3                  | 0                  |             | 1           | 0           | 56     | 5      |

### Cronologia presenze e reti in nazionale
| Cronologia completa delle presenze e delle reti in nazionale ― Bulgaria | Cronologia completa delle presenze e delle reti in nazionale ― Bulgaria | Cronologia completa delle presenze e delle reti in nazionale ― Bulgaria | Cronologia completa delle presenze e delle reti in nazionale ― Bulgaria | Cronologia completa delle presenze e delle reti in nazionale ― Bulgaria | Cronologia completa delle presenze e delle reti in nazionale ― Bulgaria | Cronologia completa delle presenze e delle reti in nazionale ― Bulgaria | Cronologia completa delle presenze e delle reti in nazionale ― Bulgaria |
| Data                                                                    | Città                                                                   | In casa                                                                 | Risultato                                                               | Ospiti                                                                  | Competizione                                                            | Reti                                                                    | Note                                                                    |
| ----------------------------------------------------------------------- | ----------------------------------------------------------------------- | ----------------------------------------------------------------------- | ----------------------------------------------------------------------- | ----------------------------------------------------------------------- | ----------------------------------------------------------------------- | ----------------------------------------------------------------------- | ----------------------------------------------------------------------- |
| 6-9-2020                                                                | Cardiff                                                                 | Galles                                                                  | 1 – 0                                                                   | Bulgaria                                                                | UEFA Nations League 2020-2021 - 1º turno                                | -                                                                       | 82’                                                                     |
| 2-6-2022                                                                | Sofia                                                                   | Bulgaria                                                                | 1 – 1                                                                   | Macedonia del Nord                                                      | UEFA Nations League 2022-2023 - 1º turno                                | -                                                                       | 59’                                                                     |
| 5-6-2022                                                                | Razgrad                                                                 | Bulgaria                                                                | 2 – 5                                                                   | Georgia                                                                 | UEFA Nations League 2022-2023 - 1º turno                                | -                                                                       | 64’                                                                     |
| 9-6-2022                                                                | Gibilterra                                                              | Gibilterra                                                              | 1 – 1                                                                   | Bulgaria                                                                | UEFA Nations League 2022-2023 - 1º turno                                | -                                                                       | 83’                                                                     |
| 23-9-2022                                                               | Razgrad                                                                 | Bulgaria                                                                | 5 – 1                                                                   | Gibilterra                                                              | UEFA Nations League 2022-2023 - 1º turno                                | -                                                                       |                                                                         |
| 26-9-2022                                                               | Skopje                                                                  | Macedonia del Nord                                                      | 0 – 1                                                                   | Bulgaria                                                                | UEFA Nations League 2022-2023 - 1º turno                                | -                                                                       | 46’ 80’                                                                 |
| 16-11-2022                                                              | Larnaca                                                                 | Cipro                                                                   | 0 – 2                                                                   | Bulgaria                                                                | Amichevole                                                              | -                                                                       | 46’                                                                     |
| 20-11-2022                                                              | Lussemburgo                                                             | Lussemburgo                                                             | 0 – 0                                                                   | Bulgaria                                                                | Amichevole                                                              | -                                                                       | 74’                                                                     |
| 24-3-2023                                                               | Sofia                                                                   | Bulgaria                                                                | 0 – 1                                                                   | Montenegro                                                              | Qual. Euro 2024                                                         | -                                                                       | 77’                                                                     |
| 27-3-2023                                                               | Budapest                                                                | Ungheria                                                                | 3 – 0                                                                   | Bulgaria                                                                | Qual. Euro 2024                                                         | -                                                                       | 46’                                                                     |
| 20-6-2023                                                               | Razgrad                                                                 | Bulgaria                                                                | 1 – 1                                                                   | Serbia                                                                  | Qual. Euro 2024                                                         | -                                                                       | 66’                                                                     |
| 16-11-2023                                                              | Sofia                                                                   | Bulgaria                                                                | 2 – 2                                                                   | Ungheria                                                                | Qual. Euro 2024                                                         | -                                                                       |                                                                         |
| 19-11-2023                                                              | Leskovac                                                                | Serbia                                                                  | 2 – 2                                                                   | Bulgaria                                                                | Qual. Euro 2024                                                         | -                                                                       | 77’                                                                     |
| 22-3-2024                                                               | Baku                                                                    | Tanzania                                                                | 0 – 1                                                                   | Bulgaria                                                                | Amichevole                                                              | -                                                                       |                                                                         |
| 25-3-2024                                                               | Baku                                                                    | Azerbaigian                                                             | 1 – 1                                                                   | Bulgaria                                                                | Amichevole                                                              | 1                                                                       | 60’                                                                     |
| 4-6-2024                                                                | Bucarest                                                                | Romania                                                                 | 0 – 0                                                                   | Bulgaria                                                                | Amichevole                                                              | -                                                                       | 72’                                                                     |
| 8-6-2024                                                                | Lubiana                                                                 | Slovenia                                                                | 1 – 1                                                                   | Bulgaria                                                                | Amichevole                                                              | -                                                                       |                                                                         |
| 5-9-2024                                                                | Zalaegerszeg                                                            | Bielorussia                                                             | 0 – 0                                                                   | Bulgaria                                                                | UEFA Nations League 2024-2025 - 1º turno                                | -                                                                       | 29’, 73’                                                                |
| 12-10-2024                                                              | Plovdiv                                                                 | Bulgaria                                                                | 0 – 0                                                                   | Lussemburgo                                                             | UEFA Nations League 2024-2025 - 1º turno                                | -                                                                       |                                                                         |
| 15-10-2024                                                              | Belfast                                                                 | Irlanda del Nord                                                        | 5 – 0                                                                   | Bulgaria                                                                | UEFA Nations League 2024-2025 - 1º turno                                | -                                                                       | 38’                                                                     |
| 15-11-2024                                                              | Lussemburgo                                                             | Lussemburgo                                                             | 0 – 1                                                                   | Bulgaria                                                                | UEFA Nations League 2024-2025 - 1º turno                                | -                                                                       | 78’                                                                     |
| 18-11-2024                                                              | Sofia                                                                   | Bulgaria                                                                | 1 – 1                                                                   | Bielorussia                                                             | UEFA Nations League 2024-2025 - 1º turno                                | -                                                                       | 76’                                                                     |
| 20-3-2025                                                               | Plovdiv                                                                 | Bulgaria                                                                | 1 – 2                                                                   | Irlanda                                                                 | UEFA Nations League 2024-2025 - Play-off                                | -                                                                       | 85’                                                                     |
| 23-3-2025                                                               | Dublino                                                                 | Irlanda                                                                 | 2 – 1                                                                   | Bulgaria                                                                | UEFA Nations League 2024-2025 - Play-off                                | -                                                                       | 75’                                                                     |
| Totale                                                                  |                                                                         | Presenze                                                                | 24                                                                      |                                                                         | Reti                                                                    | 1                                                                       |                                                                         |

## Palmarès

### Club

#### Competizioni nazionali
- Coppa di Bulgaria: 2

Slavia Sofia: 2017-2018
Levski Sofia: 2021-2022
- Campionato francese di seconda divisione: 1

Troyes: 2020-2021